# Matthew Pennington
Matthew Pennington (ur. 6 października 1994 w Warrington) – angielski piłkarz występujący na pozycji obrońcy w Evertonie F.C..

## Everton
Pennington przybył do klubu w wieku 11 lat. W lipcu 2013 roku podpisał juniorski kontrakt do lata 2015 roku.

### Tranmere Rovers
1 stycznia 2014 roku został wypożyczony do Tranmere Rovers, drużyny występującej w angielskiej League One na miesiąc. Trzy dni później zadebiutował w meczu z Wolverhampton Wanderers, mecz zakończył się remisem 1-1. Natomiast 15 stycznia strzelił pierwszego gola w swojej karierze przeciwko Crewe Alexandra. 22 lutego 2014 roku Anglik powrócił na Goodison Park. 27 marca ponownie został wypożyczony do Tranmere do końca sezonu 2013/14.

### Coventry City
Pod koniec listopada 2014 roku został wypożyczony do Coventry City, występującej w angielskiej League One do 4 stycznia 2015 roku.